# 로켓추진유탄

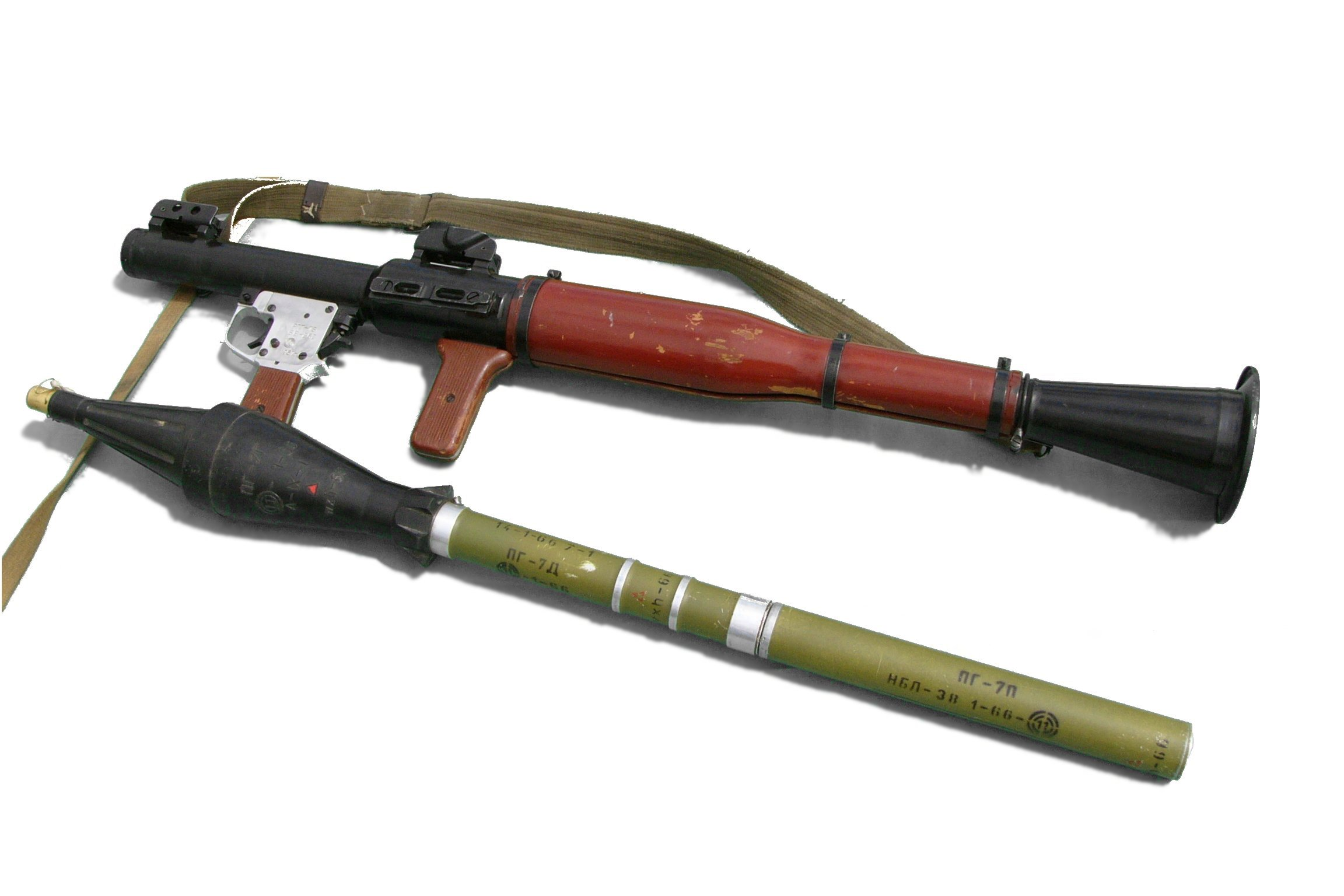
RPG-7

로켓추진유탄( - 推進型 榴彈, 영어: rocket-propelled grenade, RPG)은 손으로 가지고 다니며 어깨에 맬 수 있는 대전차 화기로 폭발성이 있는 탄두가 장착된 비유도성 로켓을 발사할 수 있다. 주로 탱크를 파괴하는 목적으로 사용된다. 일반적으로 RPG-7를 가리킨다. RPG-7은 바주카포와 달리, 수류탄(포탄)이 긴 통 안에 들어있지 않고 밖으로 노출되어 있다. 주로 사용하는 국가는 중동국가이며 조선민주주의인민공화국도 대량으로 사용하고 있다. 가볍고 가격도 싸서 많이 쓰인다. 하지만 싸고 대량 생산이 가능한 까닭에 테러리스트들의 주 무기가 되었다.

## 같이 보기
- RPG-7
- 자동소총(오토매틱 라이플)
- 게릴라